# طارق المجذوب
طارق محمد المجذوب (21 كانون الأول 1960) هو قاضٍ وأستاذ جامعي لبناني، ووزير التربية والتعليم العالي الحالي منذ كانون الثاني /يناير 2020 وحتى 10 أيلول /سبتمبر 2021.

## النشأة والدراسة
ولد طارق المجذوب في مدينة صيدا، وهو ابن محمد المجذوب. أنهى الثانوية العامة في بيروت، وحصل لاحقا على الإجازة في الحقوق من الجامعة اللبنانية، وبكالوريوس في الهندسة من الجامعة اللبنانية الأمريكية. وحصل على شهادة الدكتوراه في القانون العام بدرجة امتياز من جامعة رين في فرنسا.

## الحياة العملية
درّس المجذوب القانون الإداري في كليّة الحقوق في جامعة الحكمة. يعدّ خبيرًا في شؤون المياه الدوليّة، ونشر مقالات درس فيها قضايا المياه في المنطقة. يعمل كمستشار لمجموعة من المنظمات مثل جامعة الدول العربيّة، منظمة العمل الدوليّة ومنظّمة الأغذية والزراعة. وكان قاضيًا في مجلس شورى الدّولة اللبناني.

## وزارة التربية
أُختير طارق المجذوب وزيرًا للتربية والتعليم العالي في الحكومة اللبنانية السادسة والسبعون، بترشيح من رئيس الحكومة حسان دياب. أعلن عن إلغاء الإمتحانات الرسمية للشهادتين المتوسطة والثانوية العامة، وإستكمال العام الدرسة 2019-20 عن بعد، نتيجة جائحة فيروس كورونا، بالإضافة إلى ترفيع التلامذة إلى الصف الأعلى.